# 2523 Риба
2523 Риба (2523 Ryba) — астероїд головного поясу, відкритий 6 серпня 1980 року.
Тіссеранів параметр щодо Юпітера — 3,229.